# Kanawat

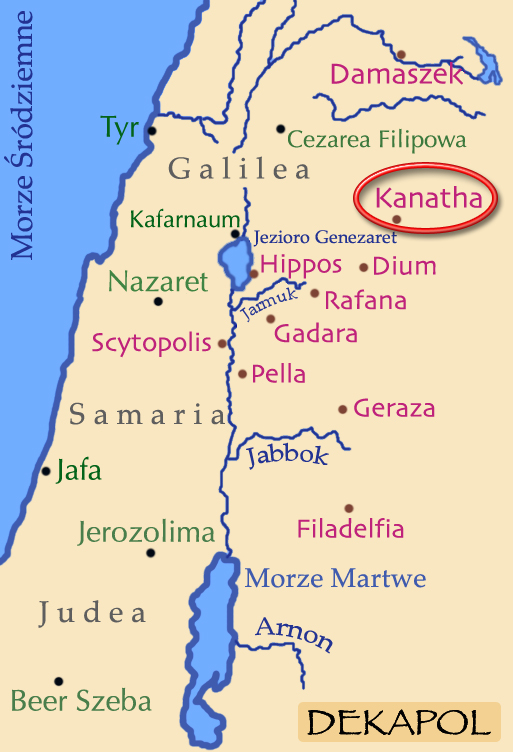
Kanasa w Dekapolu

Kanawat (arab. ‏قنوات‎, Qanawāt) lub Kanasa (arab. ‏قنوات‎) – miejscowość w południowej części Syrii, w muhafazie As-Suwajda, 7 km na północny wschód od As-Suwajdy. Znajduje się na wysokości 1250 m n.p.m., nad rzeką, otoczona jest lasem.

## Historia
Miejscowość pod nazwą Kenat (hebr. ‏קְנָת‎) jest wzmiankowana w Starym Testamencie.
Następnie Kanatha (gr. Κάναθα) była jednym z miast Dekapolu w okresie dominacji rzymskiej na Bliskim Wschodzie. Obejmowało wówczas obszar ponad 100 hektarów. Do dzisiaj zachowały się pozostałości rzymskiego mostu, wykutego w litej skale teatru (dziewięć rzędów, średnica orchestry ponad 17 m), nimfeum, akweduktu, duża świątynia typu prostylowego z portykiem i kolumnadą oraz inna typu peripteros z podwójną kolumnadą u wejścia.
Na terenie ruin znajdują się pozostałości monumentu, który przez miejscowych nazywany jest As-Saraj. Była to świątynia pogańska, która potem została zaadaptowana jako bizantyńska bazylika. Świątynia miała długość 22 m. Przed wejściem znajdowało się atrium z osiemnastokolumnowym portykiem.